# Krążek
Krążek – wieś w Polsce położona w województwie małopolskim, w powiecie olkuskim, w gminie Bolesław.
W miejscowości znajduje się Sala Królestwa Świadków Jehowy jako miejsce zebrań ich czterech pobliskich zborów.
W latach 1975–1998 miejscowość administracyjnie należała do województwa katowickiego.
Z Krążka pochodził:
- Stanisław Ciszewski (1865–1930) – etnograf, profesor Uniwersytetu Lwowskiego, autor opracowania etnograficznego pod tytułem Lud rolniczo-górniczy z okolic Sławkowa w powiecie olkuskim (1886).
- Konrad Krajewski (ur. 29 października 1899, zm. 29 czerwca 1977 w Warszawie) – generał brygady ludowego Wojska Polskiego.